# ستانيمير غوسبودينوف
ستانيمير غوسبودينوف (بالبلغارية: Станимир Господинов)‏ هو لاعب كرة قدم بلغاري في مركز الدفاع، ولد في 3 مارس 1975 في سليفن في بلغاريا. لعب مع او في سي سليفن 2000 وسسكا صوفيا وسلافيا صوفيا وفيهرين ساندانسكي وليفسكي صوفيا.